# Bahnhof Berlin-Charlottenburg
Der Bahnhof Berlin-Charlottenburg liegt im Berliner Ortsteil Charlottenburg des Bezirks Charlottenburg-Wilmersdorf. Im Bahnhof geht die Berliner Stadtbahn in die hier beginnende Wetzlarer Bahn sowie in den Hamburger Stadtbahnanschluss über.
Die Station wird von den Linien S3, S5, S7 und S9 der Berliner S-Bahn sowie Regionalzügen der DB Regio und der ODEG bedient.

## Geschichte

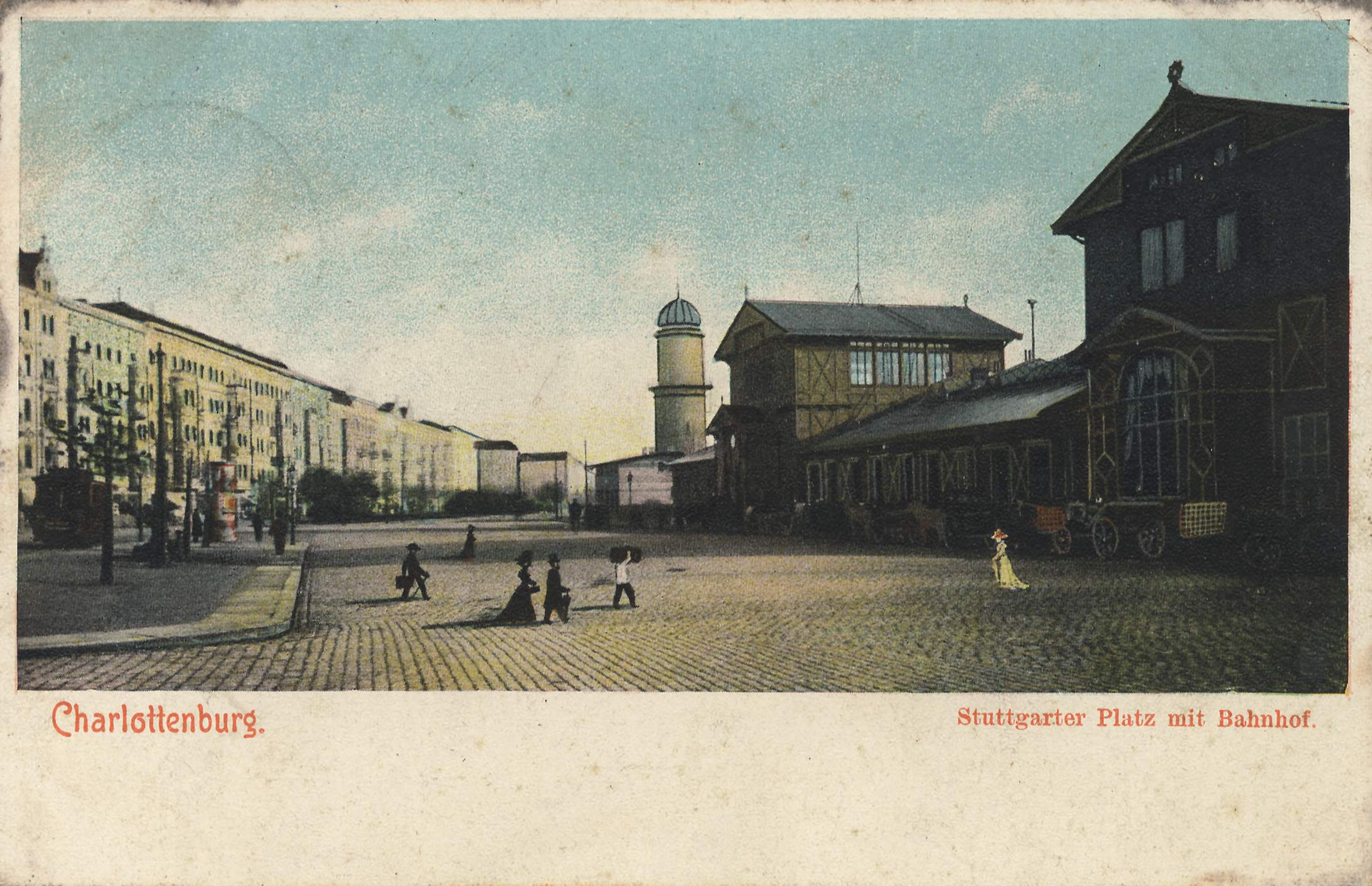
Empfangsgebäude und Stuttgarter Platz, 1907

Der Bahnhof wurde im Zuge des Baus der Stadtbahn als ihr westlicher Endpunkt am 7. Februar 1882 eröffnet. Das alte Empfangsgebäude am Stuttgarter Platz wurde im Zweiten Weltkrieg stark beschädigt und provisorisch wiederhergestellt.
Dem Personenbahnhof schloss sich bis 1945 ein Bahnbetriebswerk an. Es diente als Wartungsstandort.
Seit Ende des Zweiten Weltkriegs bis zum Abzug der Alliierten aus Deutschland gab es auch im Bahnhof Charlottenburg den Alliierten vorbehaltenes exterritoriales Gebiet (Bahnsteig mit Zugängen). Dieses Sondergelände in Charlottenburg war den britischen Alliierten vorbehalten. Weitere Sonderbahnhöfe (ebenfalls mit exterritorialen Zonen) der Alliierten waren Wünsdorf (bei Zossen) für die sowjetischen Truppen, Bahnhof Lichterfelde West für die  US-Truppen und Bahnhof Tegel für die französischen Truppen.
Für die Umwandlung der Wilmersdorfer Straße in eine Fußgängerzone musste eine neue Verbindung zum Kurfürstendamm geschaffen werden. So entstand als Verlängerung der Kaiser-Friedrich-Straße ein Straßendurchbruch für die Lewishamstraße im Bereich des Bahnhofs. Das damit erforderliche neue Empfangsgebäude wurde am 6. Juli 1971 eingeweiht. Der Architekt war Günter Hönow. Als am 9. Januar 1984 der Betrieb der S-Bahn in West-Berlin von der Deutschen Reichsbahn an die Berliner Verkehrsbetriebe (BVG) überging, startete um 4 Uhr morgens der erste Zug unter BVG-Regie im Bahnhof Charlottenburg zur Fahrt zum Bahnhof Friedrichstraße.
Anfang 2003 wurden die Bauarbeiten für eine bessere Umsteigemöglichkeit zur Linie U7 der Berliner U-Bahn am Bahnhof Wilmersdorfer Straße gestartet. Dabei wurden die beiden Bahnsteige der S-Bahn abgetragen und rund 200 Meter weiter östlich modern neu errichtet. Im Zuge dieser Maßnahme wurde der westliche Bahnhofszugang aufgegeben und dafür am östlichen Ende der neuen S-Bahnsteige ein weiterer Zugang geschaffen. Der erste (nördliche) neue S-Bahnsteig ist am 6. Juni 2005 in Betrieb genommen worden, der zweite S-Bahnsteig im Sommer 2006. Die beiden Regionalbahnsteige wurden nicht verschoben. Im Rahmen der Neugestaltung der Bahnanlagen wurde die Strecke im Bereich des Bahnhofs Charlottenburg beidseitig mit Lärmschutzwänden versehen.
Im Jahr 2010 wurde das Bahnhofsgebäude im Rahmen des Konjunkturpaketes I der Bundesrepublik Deutschland energetisch saniert, der Heizenergieverbrauch wurde dadurch um 41 Prozent gesenkt. Zwischen September 2012 und April 2013 wurden die Gleiströge der Fernbahn über dem Bahnsteigtunnel saniert und ersetzt.
Die Deutsche Bahn beabsichtigt, den Bahnhof Charlottenburg zu einem „Zukunftsbahnhof“ auszubauen.

## Anlagen

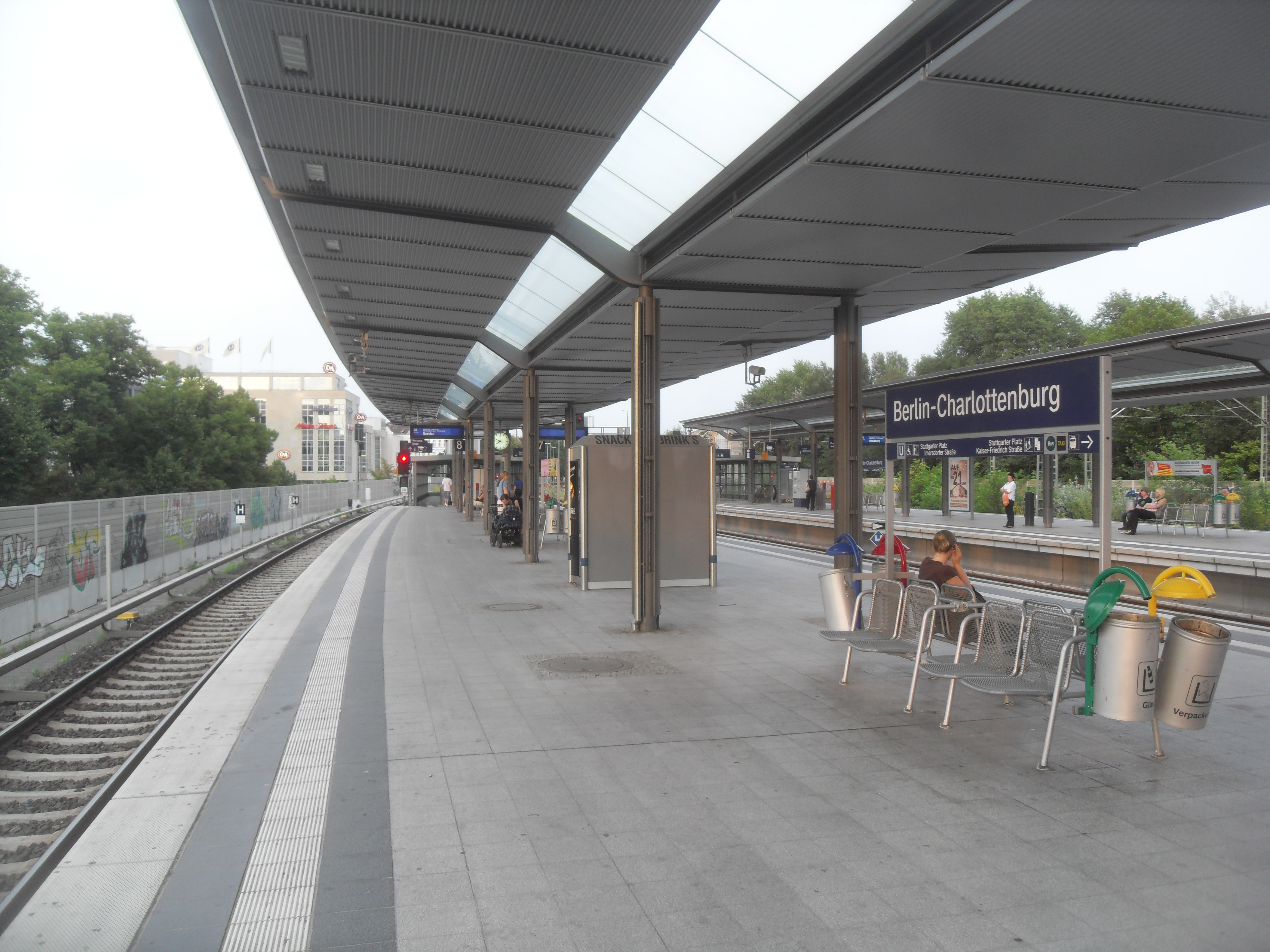
S-Bahnsteige nach dem Umbau

Der Bahnhof verfügt über insgesamt vier Mittelbahnsteige. Die zwei Regionalbahnsteige befinden sich westlich der die Bahntrasse unterquerenden Lewishamstraße. Die zwei S-Bahnsteige wurden 2005 nach Osten verschoben, sodass die Fußgängerzone in der Wilmersdorfer Straße und der gleichnamige U-Bahnhof der Linie U7 durch einen kurzen Fußweg erreichbar sind.
Die Station ist als einer von 20 sogenannten „Stammbahnhöfen“ der Berliner S-Bahn mit einer örtlichen Aufsicht besetzt. Seit Frühjahr 2016 erfolgt auf den S-Bahnsteigen die Zugabfertigung durch den Triebfahrzeugführer mittels Führerraum-Monitor (ZAT-FM).

## Linienübersicht
Neben den Fernverkehrszügen durchfährt auch die Regional-Express-Linie RE 8 (tagsüber) den Bahnhof ohne Halt. Derzeit halten vier Regional-Express-, eine Regionalbahn- und vier S-Bahn-Linien am Bahnhof Charlottenburg.
Mit dem Fahrplanwechsel im Dezember 2018 wurde der Bahnhof wieder zum Fernverkehrshalt für ein Zugpaar. Das neue Nightjet-Zugpaar 456/457 zwischen Wien und Berlin hat im Bahnhof Charlottenburg seinen End- bzw. Ausgangspunkt. Zudem endete ab 2019 ein einzelner IC 2078 in Berlin-Charlottenburg.

### Fern- und Regionalverkehr
| Linie              | Linienverlauf | Takt |
| ------------------ | --- | --- |
| RJ 256             | Vindobona Graz Hbf – Wien Hbf – Brno hl.n. – Praha hl.n. – Bad Schandau – Dresden Hbf – Elsterwerda – Doberlug-Kirchhain – Berlin Ostkreuz – Berlin Hbf – Berlin-Charlottenburg | 1 Zug täglich |
| EC 40              | Berlin-Warszawa-Express Warszawa Wschodnia – Warszawa Centralna – Warszawa Zachodnia – Kutno – Konin – Poznań – Zbąszynek – Świebodzin – Rzepin – Frankfurt – Berlin Ostkreuz – Berlin Ostbahnhof – Berlin Hbf – Berlin Zoologischer Garten – Berlin-Charlottenburg | 1 Zug (Montag bis Freitag und Sonntag)                                                                                             |
| FLX 35             | Berlin Ostbahnhof – Berlin Hbf – Berlin-Charlottenburg – Hamburg Hbf | 1 Zug (Freitag und Samstag) |
| RE 1               | Magdeburg Hbf – Magdeburg-Neustadt – Burg (b Magdeburg) – Güsen (b Genthin) – Genthin – Wusterwitz – Kirchmöser – Brandenburg Hbf – Werder (Havel) – Potsdam Hbf – Berlin-Wannsee – Berlin-Charlottenburg – Berlin Zoo – Berlin Hbf – Berlin Friedrichstraße – Berlin Alexanderplatz – Berlin Ostbf – Berlin Ostkreuz – Erkner – Fangschleuse – Hangelsberg – Fürstenwalde – Frankfurt (Oder) – Eisenhüttenstadt (– Guben – Cottbus Hbf) | 60 min (Magdeburg-Frankfurt) 60 min in der HVZ (Frankfurt-Eisenhüttenstadt) einzelne Züge (Eisenhüttenstadt-Cottbus)               |
| RE 1 Verstärkerzug | Brandenburg Hbf – Götz – Groß Kreutz –Werder (Havel) – P Park Sanssouci – P Charlottenhof – Potsdam Hbf – Berlin-Wannsee – Berlin-Charlottenburg – Berlin Zoo – Berlin Hbf – Berlin Friedrichstraße – Berlin Alexanderplatz – Berlin Ostbf – Berlin Ostkreuz – Bahnhof Erkner – Fangschleuse – Fürstenwalde – Berkenbrück – Briesen (Mark) – Jacobsdorf (Mark) – Pillgram – Frankfurt (Oder)-Rosengarten – Frankfurt (Oder)              | 60 min |
| RE 1 Verstärkerzug | Brandenburg Hbf –Werder (Havel) – Potsdam Hbf – Berlin-Wannsee – Berlin-Charlottenburg – Berlin Zoo – Berlin Hbf – Berlin Friedrichstraße – Berlin Alexanderplatz – Berlin Ostbf – Berlin Ostkreuz – Erkner – Fürstenwalde – Frankfurt (Oder) | 60 min (nur in der HVZ) Zwischen Brandenburg und Frankfurt ergibt sich in der HVZ ein 20 min.-Takt, ansonsten ein 20/40 min.-Takt. |
| RE 2               | Nauen – Brieselang – Finkenkrug – Falkensee – Seegefeld – Berlin-Albrechtshof – Berlin-Spandau – Berlin-Charlottenburg – Berlin Zoo – Berlin Hbf – Berlin Friedrichstraße – Berlin Alexanderplatz – Berlin Ostbf – Berlin Ostkreuz – Königs Wusterhausen – Brand Tropical Islands – Lübben (Spreew) – Lübbenau (Spreew) – Cottbus Hbf | 60 min 30 min (Berlin-Charlottenburg – Lübbenau(Spreew) nur in der HVZ)                                                            |
| RE 2 RE 7          | Bad Belzig – Beelitz-Heilstätten – Michendorf – Potsdam Medienstadt Babelsberg – Berlin-Wannsee – Berlin-Charlottenburg (Linienwechsel) – Berlin Zoo – Berlin Hbf – Berlin Friedrichstraße – Berlin Alexanderplatz – Berlin Ostbf – Berlin Ostkreuz – Königs Wusterhausen – Brand Tropical Islands – Lübben (Spreew) – Lübbenau (Spreew)                                                                                                 | einzelne Züge in der HVZ |
| RE 6               | Wittenberge – Perleberg – Pritzwalk – Neuruppin Rheinsberger Tor – Kremmen – Velten (Mark) – Hennigsdorf (b Berlin) – Falkensee – Berlin-Spandau – Berlin-Charlottenburg | 60 min |
| RE 7               | Dessau Hbf – Roßlau (Elbe) – Bad Belzig – Beelitz-Heilstätten – Michendorf – Potsdam Medienstadt Babelsberg – Berlin-Wannsee – Berlin-Charlottenburg – Berlin Zoo – Berlin Hbf – Berlin Friedrichstraße – Berlin Alexanderplatz – Berlin Ostbf – Berlin Ostkreuz – Königs Wusterhausen – Brand Tropical Islands – Lübben (Spreew) – Lübbenau (Spreew) – Calau (Niederl) – Altdöbern – Senftenberg                                        | 60 min |
| RE 8N              | (Wismar – Schwerin Hbf – Ludwigslust – Wittenberge – Nauen – Falkensee – Berlin-Spandau –) Berlin-Charlottenburg – Berlin Zoo – Berlin Hbf – Berlin Friedrichstraße – Berlin Alexanderplatz – Berlin Ostbf – Berlin Ostkreuz – Flughafen BER | einzelne Züge (Tagsüber), 60 min (Nachts zwischen Berlin-Charlottenburg – BER)                                                     |
| RB 23              | (Golm – Potsdam Park Sanssouci – Potsdam Charlottenhof – Potsdam Hbf – P Griebnitzsee – Berlin-Wannsee –) Berlin-Charlottenburg – Berlin Zoo – Berlin Hbf – Berlin Friedrichstraße – Berlin Alexanderplatz – Berlin Ostbf – Berlin Ostkreuz – Flughafen BER | 60 min (Potsdam-Golm – Berlin-Charlottenburg nur in der HVZ)                                                                       |

### S-Bahn
| Linie | Verlauf | Takt in der HVZ                                        |
| ----- | --- | ------------------------------------------------------ |
|       | Spandau – Stresow – Pichelsberg – Olympiastadion – Heerstraße – Messe Süd – Westkreuz – Charlottenburg – Savignyplatz – Zoologischer Garten – Tiergarten – Bellevue – Hauptbahnhof – Friedrichstraße – Hackescher Markt – Alexanderplatz – Jannowitzbrücke – Ostbahnhof – Warschauer Straße – Ostkreuz – Rummelsburg – Betriebsbahnhof Rummelsburg – Karlshorst – Wuhlheide – Köpenick – Hirschgarten – Friedrichshagen – Rahnsdorf – Wilhelmshagen – Erkner                 | 20 min                                                 |
|       | Westkreuz – Charlottenburg – Savignyplatz – Zoologischer Garten – Tiergarten – Bellevue – Hauptbahnhof – Friedrichstraße – Hackescher Markt – Alexanderplatz – Jannowitzbrücke – Ostbahnhof – Warschauer Straße – Ostkreuz – Nöldnerplatz – Lichtenberg – Friedrichsfelde Ost – Biesdorf – Wuhletal – Kaulsdorf – Mahlsdorf – Birkenstein – Hoppegarten – Neuenhagen – Fredersdorf – Petershagen Nord – Strausberg – Hegermühle – Strausberg Stadt – Strausberg Nord         | 10 min (Abschnitt Hoppegarten–Strausberg Nord: 20 min) |
|       | Potsdam Hauptbahnhof – Babelsberg – Griebnitzsee – Wannsee – Nikolassee – Grunewald – Westkreuz – Charlottenburg – Savignyplatz – Zoologischer Garten – Tiergarten – Bellevue – Hauptbahnhof – Friedrichstraße – Hackescher Markt – Alexanderplatz – Jannowitzbrücke – Ostbahnhof – Warschauer Straße – Ostkreuz – Nöldnerplatz – Lichtenberg – Friedrichsfelde Ost – Springpfuhl – Poelchaustraße – Marzahn – Raoul-Wallenberg-Straße – Mehrower Allee – Ahrensfelde        | 10 min                                                 |
|       | Spandau – Stresow – Pichelsberg – Olympiastadion – Heerstraße – Messe Süd – Westkreuz – Charlottenburg – Savignyplatz – Zoologischer Garten – Tiergarten – Bellevue – Hauptbahnhof – Friedrichstraße – Hackescher Markt – Alexanderplatz – Jannowitzbrücke – Ostbahnhof – Warschauer Straße – Treptower Park – Plänterwald – Baumschulenweg – Schöneweide – Johannisthal – Adlershof – Altglienicke – Grünbergallee – Schönefeld (bei Berlin) – Waßmannsdorf – Flughafen BER | 20 min                                                 |

### Busverkehr
| Linie | Verlauf |
| ----- | --- |
| 109   | Urban Tech Republic – S+U Zoologischer Garten                                                                 |
| 309   | U-Bahnhof Wilmersdorfer Straße/S-Charlottenburg – Schlosspark-Klinik                                          |
| X49   | U-Bahnhof Wilmersdorfer Straße/S-Charlottenburg – Staaken, Hahneberg (oder Falkenhagener Feld, Im Spektefeld) |
| 310   | U-Bahnhof Wilmersdorfer Straße/S-Charlottenburg – U-Blissestraße                                              |
| N7    | Galenstraße – Flughafen BER                                                                                   |